# تل ویلکنفلد
تل ویلکنفلد (به انگلیسی: Tal Wilkenfeld) نوازندهٔ گیتار باس استرالیایی است که بیشتر به خاطر همکاری‌اش با نوازندگان نامدار جَز و راک به شهرت رسیده‌است. او در سال ۲۰۰۸ از سوی خوانندگان نشریهٔ «باس پلیر» به‌عنوان «مهیج‌ترین نوازندهٔ جدید سال» انتخاب شد.
ویلکنفلد که قبلاً گیتار الکتریک می‌نواخت در سن ۱۶ سالگی تحصیلات‌اش را رها کرد و به قصد «ستاره شدن» به آمریکا مهاجرت کرد. از ۱۸ سالگی نواختن گیتار باس را آغاز کرد و بعد از فقط ۳ سال موفق شد با بزرگانی هم‌چون چیک کُریا، جف بک و آلمان برادرز ساز بزند. او اولین و تنها آلبوم استودیویی شخصی‌اش را با نام Transformation در سال ۲۰۰۷ منتشر کرده‌است.